# Linda-Gail Bekker
Linda-Gail Bekker (Rodesia del Sur, 1962) es una médica zimbabuense especializada en inmunología y líder de la lucha contra el VIH/sida en África austral. Fue la presidenta de la Sociedad Internacional de SIDA (IAS) de 2016 a 2018.

## Biografía
Se recibió de médica en la  Universidad de Ciudad del Cabo en 1987 y aquí obtuvo su especialización en inmunología. Los motivos que la llevaron a elegir esta rama de la medicina fueron el avance de la Pandemia de VIH/sida que observó junto al desconocimiento y temor hacia la enfermedad por aquella época en Sudáfrica y el haber sufrido tuberculosis.

## Carrera
En 2016 fue elegida presidente de la  IAS hasta 2018, siendo la tercera mujer —la primera africana—. Como líder de la mayor asociación mundial contra la enfermedad, presidió la XXI Conferencia Internacional sobre el Sida donde exhortó a la continua contribución financiera para acabar con la enfermedad hasta 2030 y declaró su confianza en la actual simplificación del tratamiento elaborado por Pedro Cahn, que hasta ese momento no había sido ratificado públicamente, además de instar a su uso en todo el mundo.